# Йон У Чжін
Йон У Чжін (кор. 연우진) — південнокорейський актор.

## Біографія
Кім Бон Хве народився 5 липня 1984 року в місті Каннин що знаходиться на узбережжі Східного моря. У 2007 році він в якості моделі почав зніматися в рекламі. У 2009 році, взявши сценічне ім'я Со Чі Ху, він дебютував в кіно зігравши головну роль в короткометражному фільмі «Просто друзі?». Після прем'єри фільму агентство актора вирішило змінити його сценічне ім'я на Йон У Чжін, під яким він надалі і знімався.
Підвищенню впізнаваємості актора сприяли ролі в популярному серіалі вихідного дня «Сім'я О Чакгю», та фентезійному серіалі «Аран і магістрат». У 2014 році У Чжін зіграв головні ролі в романтично-комедійному серіалі «Шлюб — не побачення» та фільмі жахів «Тунель», у наступному році він зіграв головну роль в серіалі «Закоханий адвокат по розлученнях». У 2017 році У Чжін зіграв головні ролі одразу в трьох серіалах; комедійному «Босс інтроверт», історичному «Королева на сім днів» та юридичній драмі «Суддя проти судді». Взимку наступного року відбулася прем'єра історичного комедійного фільму «Принцеса та сваха» одну з головних ролей в якому зіграв У Чжін. Влітку 2019 року актор знімався в романтичному серіалі «Я хочу почути твою пісню».

## Фільмографія

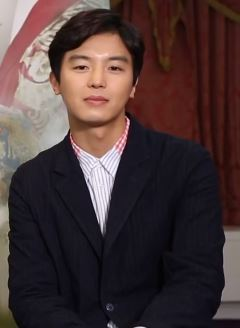
Йон У Чжін у 2017 році

### Телевізійні серіали
| Рік       | Назва                              | Роль                                | Мережа    |
| --------- | ---------------------------------- | ----------------------------------- | --------- |
| 2010      | «Зведена сестра Попелюшки»         | Дон Су                              | KBS2      |
| 2010–2011 | «Вся моя любов до тебе»            | Пан Ву Чжін                         | MBC       |
| 2011–2012 | «Сім'я О Чакгю»                    | Хван Те Піль                        | KBS2      |
| 2012      | «Просто звичайна історія кохання»  | Хван Че Кван                        | KBS2      |
| 2012      | «Аран і магістрат»                 | Чхве Чу Валь                        | MBC       |
| 2013      | «Коли чоловік закохується»         | Лі Че Хї                            | MBC       |
| 2013–2014 | «Мій коханий родом з зірки»        | Лі Хан Кьон (камео, 18 серія)       | SBS       |
| 2014      | «Таємне кохання»                   | Чан Хьон Чжін (камео, 1 та 2 серії) | Dramacube |
| 2014      | «Шлюб - не побачення»              | Кон Гі Те                           | tvN       |
| 2015      | «Закоханий адвокат по розлученнях» | Со Чон У                            | SBS       |
| 2016      | «Інша міс О»                       | Кон Гі Те (камео, 7 серія)          | tvN       |
| 2017      | «Босс інтроверт»                   | Ин Хван Кі                          | tvN       |
| 2017      | «Королева на сім днів»             | Лі Йок                              | KBS2      |
| 2017-2018 | «Суддя проти судді»                | Са Ий Хьон                          | SBS       |
| 2018-2019 | «Священик»                         | О Су Мін                            | OCN       |
| 2019      | «Я хочу почути твою пісню»         | Чан Юн                              | KBS2      |
| 2020      | «Пошук»                            | Чо Мін Гук                          | OCN       |
| 2021      | «Під прикриттям»                   | молодий Хан Чон Хьон / Лі Сук Кю    | JTBC      |
| 2022      | «Тридцять дев'ять»                 | Кім Сон У                           | JTBC      |

### Фільми
| Рік  | Назва                                                  | Роль           |
| ---- | ------------------------------------------------------ | -------------- |
| 2009 | «Просто друзі?» (короткометражний фільм)               | Кан Мін Су     |
| 2011 | «Ми високо летимо» (короткометражний фільм)            | Син Гі         |
| 2014 | «Тунель»                                               | Дон Чжун       |
| 2015 | «Кремація»                                             | Кім Мін Су     |
| 2016 | «Сондаль: Людина, яка продає річку»                    | король Хьоджон |
| 2017 | «Стіл»                                                 | Ун Чхоль       |
| 2018 | «Принцеса та сваха»                                    | Юн Сі Кьон     |
| 2018 | «Монгольська історія кохання» (короткометражний фільм) | Хо Ї Ка        |
| 2018 | «Незакінчений»                                         | Чхве Му Хьок   |
| 2019 | «Відтінки серця»                                       | Чхан Сок       |
| 2022 | «Спеціальна доставка»                                  | Кім Ду Сік     |
| 2022 | «Служити народу»                                       | Му Гван        |

## Нагороди
| Рік  | Нагорода                     | Категорія                                                                              | Робота                             | Результат | Прим. |
| ---- | ---------------------------- | -------------------------------------------------------------------------------------- | ---------------------------------- | --------- | ----- |
| 2012 | 26-та Премія KBS драма       | Кращий актор одноактної / короткої драми                                               | «Просто звичайна історія кохання»  | Перемога  | [ 7 ] |
| 2012 | 31-ша Премія MBC драма       | Кращий новий актор                                                                     | «Аран і магістрат»                 | Номінація |       |
| 2013 | 6-та Премія корейської драми | Нагорода за майстерність (актор)                                                       | «Коли чоловік закохується»         | Номінація |       |
| 2015 | 23-тя Премія SBS драма       | Нагорода за майстерність (актор мінісеріалу)                                           | «Закоханий адвокат по розлученнях» | Номінація |       |
| 2017 | 25-та Премія SBS драма       | Нагорода за високу майстерність (актор серіалу що транслювався щосереди та щочетверга) | «Суддя проти судді»                | Номінація |       |
| 2019 | 33-тя Премія KBS драма       | Краща пара (разом з Кім Се Чон)                                                        | «Я хочу почути твою пісню»         | Номінація |       |